# (13411) OLRAP
(13411) OLRAP (1999 UO7) – planetoida z pasa głównego asteroid okrążająca Słońce w ciągu 4,31 lat w średniej odległości 2,65 j.a. Odkryta 31 października 1999 roku.